# Technomyrmex atrichosus
Technomyrmex atrichosus é uma espécie de formiga do gênero Technomyrmex.